# Ephippiorhynchus asiaticus
Ephippiorhynchus asiaticus е вид птица от семейство Щъркелови (Ciconiidae). Видът е почти застрашен от изчезване.

## Разпространение
Разпространен е в Австралия, Бутан, Камбоджа, Индия, Индонезия, Лаос, Мианмар, Непал, Папуа-Нова Гвинея и Шри Ланка.